# 4252 Godwin
A 4252 Godwin (ideiglenes jelöléssel 1985 RG4) a Naprendszer kisbolygóövében található aszteroida. Henri Debehogne fedezte fel 1985. szeptember 11-én.